# Замрий, Фёдор Дмитриевич
Замрий Фёдор Дмитриевич (15 февраля 1928, Великая Белозёрка, Мелитопольский округ — 11 июня 2000, Кривой Рог, Днепропетровская область) — советский строитель, заслуженный строитель УССР (1965), Герой Социалистического Труда (1974).

## Биография
Родился 15 февраля 1928 года в селе Великая Белозёрка.
Трудовой путь начал в 1948 году на стройках Запорожья. С 1952 года на стройках Кривого Рога. Сначала работал бригадиром маляров-бетонщиков, строил ЮГОК и его жилой массив. Работал бригадиром в тресте «Криворожжилстрой». С 1962 по 1983 годы — бригадир монтажников в домостроительном комбинате. Бригада Фёдора Дмитриевича монтировала первые панельные дома в Кривом Роге. Вместе с бригадой монтажников построил 700 высотных домов. В июле 1987 года стал инструктором-наставником, организовал республиканскую школу передового опыта на базе домостроительного комбината.
Депутат Криворожского городского совета.
Умер 11 июня 2000 года в городе Кривой Рог, где и похоронен.

## Награды
- Заслуженный строитель УССР (1965);
- Герой Социалистического Труда (08.01.1974) — с вручением ордена Ленина и золотой медали «Серп и Молот»;
- Орден Ленина (08.01.1974);
- Почётный гражданин Кривого Рога (23.01.1984)[2];
- Знак «За заслуги перед городом» (Кривой Рог) III степени (10.05.2000);
- Орден Ленина;
- Орден Октябрьской Революции;
- персональный пенсионер союзного значения.

## Память
- Имя на Стеле Героев в Кривом Роге.